# Кубок європейських чемпіонів з хокею на траві серед жінок
Кубок європейських чемпіонів з хокею на траві (англ. EuroHockey Club Champions Cup) — турнір, раніше відомий як клубний чемпіонат Європи, був провідним змаганням жіночого хокею на траві для клубів Європи. Вперше змагання було проведено в 1974 році, а останній турнір було розіграно у 2019 році.
На зміну Кубку чемпіонів прийшла жіноча Євроліга.

## Призери
| 1974 | Гамбург, ФРН                     | «Гарвестехуде»        | 1–0                                   | «Роял Акл Спорт»          | «Стад Франсе»                      | 2–1                                 | «Де Кіфітен»                       |
| 1975 | Брюссель, Бельгія                | «Амстердам»           | 1–0                                   | «Айнтрахт Брауншвейг»     | «Роял Акл Спорт»                   | 2–1                                 | «Гарвестехуде»                     |
| 1976 | Амстелвен, Нідерланди            | «Амстердам»           | 3–1                                   | «Айнтрахт Брауншвейг»     | «Славія» (Прага)                   | 3–1                                 | «Роял Акл Спорт»                   |
| 1977 | Відень, Австрія                  | «Амстердам»           | 3–0                                   | «Айнтрахт Брауншвейг»     | «Роял Акл Спорт»                   | 3–1                                 | «Славія» (Прага)                   |
| 1978 | Барселона, Іспанія               | «Амстердам»           | 1–0                                   | «Гросфлотбекер»           | «Веа Ді Тілбург»                   | 2–1                                 | «Роял Акл Спорт»                   |
| 1979 | Гаага, Нідерланди                | «Амстердам»           | 3–1                                   | «Роял Акл Спорт»          | «Глазго Вестерн»                   | 1–1                                 | «Веа Ді Тілбург»                   |
| 1980 | Барселона, Іспанія               | «Амстердам»           | 1–0 (додатковий час)                  | «Глазго Вестерн»          | «Мокресс»                          | 1–0                                 | «Гросфлотбекер»                    |
| 1981 | Брюссель, Бельгія                | «Амстердам»           | 2–1                                   | «Глазго Вестерн»          | «Блау-Вайс» (Кельн)                | 2–1                                 | «Портадаун»                        |
| 1982 | Альба, Італія                    | «Амстердам»           | 1–0                                   | «Ханауер»                 | «Спартак» (Москва)                 | 1–1 (додатковий час)                | «Пегасес»                          |
| 1983 | Гаага, Нідерланди                | «ХЖК»                 | 2–0                                   | «Байєр» (Леверкузен)      | «Амстердам»                        | 3–2                                 | «СКІФ» (Москва)                    |
| 1984 | Вассенаар, Гаага, Нідерланди     | «ХЖК»                 | 3–1                                   | «Колос» (Бориспіль)       | «Амстердам»                        | 3–0                                 | «Байєр» (Леверкузен)               |
| 1985 | Франкенталь, ФРН                 | «ХЖК»                 | 1–1 (додатковий час) (13–12 пенальті) | «СКІФ» (Москва)           | «Амстердам»                        | 4–2                                 | «Ханауер»                          |
| 1986 | Утрехт, Нідерланди               | «ХЖК»                 | 3–1                                   | «Колос» (Бориспіль)       | «Байєр» (Леверкузен)               | 4–1                                 | «Глазго Вестерн»                   |
| 1987 | Вассенаар, Нідерланди            | «ХЖК»                 | 1–0                                   | «Блау-Вайс» (Кельн)       | «Андіжанка» (Андіжан)              | 2–1                                 | «Слау»                             |
| 1988 | Блумендаль, Нідерланди           | «Амстердам»           | 4–0                                   | «Колос» (Бориспіль)       | «Глазго Вестерн»                   | 5–4                                 | «ХЖК»                              |
| 1989 | Вассенаар, Нідерланди            | «Амстердам»           | 3–2                                   | «Глазго Вестерн»          | «ХЖК»                              | 1–0                                 | «1880 Франкфурт»                   |
| 1990 | Франкфурт, ФРН                   | «Амстердам»           | 4–0                                   | «Глазго Вестерн»          | «Колос» (Бориспіль)                | 3–2                                 | «Вілла де Мадрид»                  |
| 1991 | Вассенаар, Нідерланди            | «ХЖК»                 | 2–1                                   | «Глазго Вестерн»          | «Амстердам»                        | 1–0                                 | «Вілла де Мадрид»                  |
| 1992 | Амстелвен, Нідерланди            | «Амстердам»           | 4–0                                   | «Глазго Вестерн»          | «ХЖК»                              | 6–0                                 | «Айнтрахт» (Франкфурт)             |
| 1993 | Брюссель, Бельгія                | «РК Рюссельшаймер-08» | 1–1 (додатковий час) (Пенальті)       | «Амстердам»               | «Слау»                             | 1–1 (додатковий час) (пенальті)     | «Глазго Вестерн»                   |
| 1994 | Блумендаль, Нідерланди           | «ХЖК»                 |                                       | «РК Рюссельшаймер-08»     | «Іпсвіч»                           |                                     | «Глазго Вестерн»                   |
| 1995 | Утрехт, Нідерланди               | «Кампонг»             |                                       | ХК «Берлінер»             | ХК «Шяуляй»                        |                                     | «Глазго Вестерн»                   |
| 1996 | Рюссельсхайм на Майні, Німеччина | «Кампонг»             |                                       | «Слау»                    | «РК Рюссельшаймер-08»              |                                     | «Глазго Вестерн»                   |
| 1997 | Амстелвін, Нідерланди            | ХК «Берлінер»         | 2–1                                   | «ХЖК»                     | ХК«Хайтаун»                        | 5–3                                 | «Глазго Вестерн»                   |
| 1998 | Слау, Англія                     | «РК Рюссельшаймер-08» | 3–2                                   | «Слау»                    | «ХЖК»                              | 4–1                                 | ХК«Едінбург»                       |
| 1999 | Хертогенбош, Нідерланди          | «Рот-Вайс» (Кельн)    | 2–2 (додатковий час) (3–1 пенальті)   | «Ден Бош»                 | «Слау»                             | 2–0                                 | ХК«Едінбург»                       |
| 2000 | Глазго, Шотландія                | «Ден Бош»             | 7–0                                   | ХК «Берлінер»             | «Колос» (Бориспіль)                | 2–1                                 | «Глазго Вестерн»                   |
| 2001 | Хертогенбош, Нідерланди          | «Ден Бош»             | 6–0                                   | «Правда» (Москва)         | «Колос» (Бориспіль)                | 2–1                                 | «КД Террасса»                      |
| 2002 | Террасса, Іспанія                | «Ден Бош»             | 5–0                                   | «Колос» (Бориспіль)       | «Слау»                             | 2–0                                 | «Шяуляй Гінстректе»                |
| 2003 | Хертогенбош, Нідерланди          | «Ден Бош»             | 7–2                                   | ХК «Олтон енд Вест Уорік» | «Колос» (Бориспіль)                | 3–2                                 | ТХК «Кліппер»                      |
| 2004 | Барселона, Іспанія               | «Ден Бош»             | 8–2                                   | «Колос» (Бориспіль)       | «Рот-Вайс» (Кельн)                 | 5–3                                 | «Слау»                             |
| 2005 | Хертогенбош, Нідерланди          | «Ден Бош»             | 8–1                                   | «Атаспорт»                | ХК «Хайтаун»                       | 2–2 (додатковий час) (5–4 пенальті) | «РК Рюссельшаймер-08»              |
| 2006 | Берлін, Німеччина                | «Ден Бош»             | 4–0                                   | ХК «Кентербері»           | ХК «Берлінер»                      | 3–3 (додатковий час) (6–4 пенальті) | «Атаспорт»                         |
| 2007 | Баку, Азербайджан                | «Ден Бош»             | 2–1                                   | ХК «Лестер»               | ХК «Берлінер»                      | 2–2 (додатковий час) (4–2 пенальті) | «Атаспорт»                         |
| 2008 | Кельн, Німеччина                 | «Ден Бош»             | 7–0                                   | «Вілла де Мадрид»         | «Рот-Вайс» (Кельн)                 | 2–1                                 | «Атаспорт»                         |
| 2009 | Хертогенбош, Нідерланди          | «Ден Бош»             | 9–1                                   | ХК «Берлінер»             | «Атаспорт»                         | 1–1                                 | ХК «Террасса»                      |
| 2010 | Амстелвін, Нідерланди            | «Ден Бош»             | 3–0                                   | ОХК «Гамбург»             | «Амстердам»                        | 4–1                                 | «Атаспорт»                         |
| 2011 | Вассенаар, Нідерланди            | «Ден Бош»             | 4–1                                   | ХК «Лестер»               | МХК «Ларен»                        | 2–1 (додатковий час)                | ХК «Слау»                          |
| 2012 | Амстелвін, Нідерланди            | МХК «Ларен»           | 1–0                                   | «Ден Бош»                 | УХК «Гамбург»                      | 3–1                                 | "Вілла де Мадрид"                  |
| 2013 | Блумендаль, Нідерланди           | «Ден Бош»             | 4–2                                   | МХК «Ларен»               | «Рот-Вайс» (Кельн) і УХК «Гамбург» | «Рот-Вайс» (Кельн) і УХК «Гамбург»  | «Рот-Вайс» (Кельн) і УХК «Гамбург» |
| 2014 | Хертогенбош, Нідерланди          | «Амстердам»           | 2–2 (3–0 пенальті)                    | «Ден Бош»                 | УХК «Гамбург»                      | 1–1 (4–2 пенальті)                  | "Вілла де Мадрид"                  |
| 2015 | Більтховен, Нідерланди           | «Стичче»              | 2–2 (3–2 пенальті)                    | «Ден Бош»                 | "Вілла де Мадрид"                  | 4–0                                 | «Рот-Вайс» (Кельн)                 |
| 2016 | Більтховен, Нідерланди           | «Ден Бош»             | 1–1                                   | «Стичче»                  | УХК «Гамбург»                      | 3–2                                 | "Вілла де Мадрид"                  |
| 2017 | Хертогенбош, Нідерланди          | «Ден Бош»             | 2–1                                   | УХК «Гамбург»             | «Амстердам»                        | 3–1                                 | ХК «Сурбітон»                      |
| 2018 | Лондон, Англія                   | «Ден Бош»             | 2–1                                   | УХК «Гамбург»             | "Вілла де Мадрид"                  | 2–1                                 | «Амстердам»                        |
| 2019 | Амстелвін, Нідерланди            | «Амстердам»           | 7–0                                   | «Реал Сосьєдад»           | «Альстер»                          | 2–1                                 | «Ден Бош»                          |

## Див.також
- Кубок європейських чемпіонів з хокею на траві
- Європейська федерація хокею на траві